# Austin Mitchell
Austin Mitchell (Plaquemine, ...) è un giocatore di football americano statunitense, che gioca come wide receiver per i Paris Musketeers.
Dopo aver giocato per la squadra universitaria statunitense dei Southeastern Louisiana Lions, nel 2023 si trasferisce ai tedeschi Dresden Monarchs. Dall'anno successivo gioca in ELF, con i Paris Musketeers.
È nipote dell'ex giocatore NFL Brian Mitchell.